# Pete Domenici
Pietro Vichi "Pete" Domenici (Albuquerque, Nuevo México; 7 de mayo de 1932-Ibíd., 13 de septiembre de 2017) fue un abogado y político estadounidense. Fue senador por el Partido Republicano por Nuevo México y senador desde 1973, siendo el de mayor duración en la historia de ese estado. El 7 de septiembre de 2006 logró sus 13 000 votos, siendo así de los siete senadores en la historia de EE. UU. que lo han hecho. 